# Pressupostos amb perspectiva de gènere
Els pressupostos amb perspectiva de gènere són una varietat de processos i eines que persegueixen facilitar l'avaluació dels impactes dels pressupostos d'una administració en termes de gènere.
És important reconèixer que els pressupostos amb perspectiva de gènere no són pressupostos per separat per a les dones ni els homes. Són intents de desagregar el pressupost general d'una administració d'acord al seu impacte sobre les dones i els homes i els diferents grups de dones i homes, considerant degudament les relacions de gènere subjacents a la societat.

## Primeres experiències internacionals
La primera iniciativa de Pressupostos amb Enfocament de Gènere (PEG), anomenada en aquell moment “Pressupostos de Dones” va néixer a la primer meitat de la dècada dels 80 a Austràlia i es va materialitzar l'any 1984 quan el govern Laborista va guanyar les eleccions. En aquesta iniciativa, el Govern Federal va posar en marxa un procés d'anàlisi de les propostes pressupostàries de cada departament governamental a nivell intern amb l'objectiu d'incloure aquest anàlisi a la fase inicial de planificació política i pressupostària a desenvolupar per cada instancia governamental.
L'any 1989 al Regne Unit es va constituir el Women's Budget Group, un grup independent del govern implicat en el desenvolupament dels pressupostos de les dones. Aquest grup va prendre força quan l'any 1997 el partit Laborista puja al poder. Intentant analitzar els efectes de l'economia reproductiva i cures i les polítiques públiques sobre la divisió sexual del treball, del temps i dels recursos entre dones i homes.
També destaca l'experiència Sudafricana, l'any 1994 en un inici des de la Societat Civil i posteriorment des del Govern. En aquest cas un element fonamental va ser el canvi polític que va tenir lloc després del final de l'apartheid. (Jubeto Ruiz, Y. 2008).

## Neutralitat de gènere
Un pressupost és, aparentment un instrument de política neutral al gènere. Es presenta en termes d'agregats financers, totals i subtotals de despeses i ingressos i el resultat excedent o dèficit pressupostari.
En la forma més usual de presentació d'uns pressupostos per part d'una administració, no existeix cap menció en particular a les dones ni tampoc als homes i, sota una aparent neutralitat de gènere, s'ignoren els diferents rols, responsabilitats i capacitats d'homes i dones que són determinats socialment. Aquestes diferencies normalment estan estructurades de tal manera que col·loquen a les dones en una posició desigual amb relació amb els homes de la seva comunitat amb un poder econòmic, social i polític inferior.
Les principals raons es basen en la parcialitat dels mercats per a reflectir el conjunt de les activitats econòmiques realitzades en una societat. Malgrat ser considerats centrals a l'activitat econòmica, els mercats no reflecteixen totes elles, ja que una gran part de les activitats econòmiques són alienes a ell (treballs de cures, domèstics no remunerats, de comunitat,..), i això repercuteix directament en les mancances estadístiques relatives a aquests treballs i activitats, i contribueixen a l'ocultació de l'economia no remunerada, realitzada majoritàriament per dones.

## Objectius
Inicialment, podríem dir que el Pressupost amb Perspectiva de Gènere és un concepte ampli que abasta diverses pràctiques relatives als pressupostos públics i la seva relació amb l'ordre de gènere. En general, acostuma a consistir en una anàlisi del pressupost públic a fi de conèixer l'abast i impacte de les polítiques  públiques recollides en el mateix sobre les dones i nenes en comparació amb els homes i nens. El pressupost amb enfocament de gènere (PEG) també fa referència a la integració d'aquesta perspectiva en el procés pressupostari des del seu inici, és a dir, a una planificació pressupostària que parteixi de la consciència del potencial impacte diferencial de les seves propostes en les dones i els homes (i nenes i nens).
Tots dos eixos es complementen, ja que les anàlisis ex post d'impacte de les polítiques en les relacions de gènere tenen com a objecte la integració d'aquesta pràctica analítica en les diverses fases pressupostàries i perquè l'estudi d'incidència de gènere es converteixi en una base de les decisions polítiques per a avançar en l'eliminació dels biaixos de gènere que els pressupostos solen recollir moltes vegades sense ser conscients d'aquest fet.
L'objecte d'aquestes anàlisis, per tant, no es limita exclusivament al document comptable sinó que tendeix a englobar el procés pressupostari. Així, a vegades es realitza ex-ante (s'analitzen les intencions o plans de despesa i ingrés) i altres vegades és ex post (s'avalua el pressupost una vegada executat i liquidat). És a dir, és una anàlisi que a la pràctica pot abarcar diferents fases del procés pressupostari (en els casos més ambiciosos, totes elles), i que va més enllà de les xifres recollides en el document comptable que reflecteix el pressupost públic. Això no significa que les dades quantitatives manquin d'importància. Tot el contrari, ja que serveixen per a observar a través d'ells què és el que realment s'està fent (i, per tant, també el que no es fa). És a dir: que no són l'únic element a tenir en compte, sinó una referència fonamental que hem de conjugar amb altres evidències.
Alhora de definir una iniciativa de PPG, s'ha de tenir en compte que pretenen analitzar qualsevol tipus de despesa pública o mètode de recaptació de fons públics, desagregant-ho des d'una perspectiva de gènere i identificant les implicacions i impactes per a dones i nenes, comparant-les amb homes i nens.
La integració de la perspectiva de gènere en les polítiques públiques exigeix un compromís amb la democràcia de gènere, ja que els pressupostos públics generalment infravaloren la contribució de les dones a la macroeconomia, ignoren l'economia no remunerada on les dones realitzen la major part del treball de cures i manteniment de la força de treball, i obvien l'efecte que les relacions de gènere i la distribució dels recursos tenen en la producció total, en el nivell d'estalvi, inversió, etc.
Les pautes concretes a seguir en la implementació d'un procés pressupostari amb enfocament de gènere han de ser dissenyades d'una manera específica en funció del país en el qual es vulgui aplicar. No obstant això, en tots els casos el principi general consisteix sempre a unir dos cossos de coneixement que s'han mantingut normalment separats: el coneixement de les desigualtats de gènere i el coneixement de les finances públiques. És, per tant, un procés creatiu que exigeix introduir innovacions a diversos nivells. En aquest sentit, algunes autores destaquen la importància de la participació social en aquests processos, en considerar que la societat civil està més preparada per a la experimentació metodològica que els governs, ja que queda molt per fer per a descobrir els mecanismes que reprodueixen la discriminació de gènere en el seu sentit ampli.

Èxits més rellevants aconseguits per aquestes iniciatives:
1. Generen una major capacitat per determinar el valor real dels recursos públics dirigits a dones, deixant a la vista deficiències existents.
2. Reforcen la pràctica de recollida i anàlisi de dades desagregades en funció del sexe, generant una extensa informació sobre la que realitzar més estratègies de canvi. A vegades, s'obté informació sobre les carències dels departaments, que acostumen a generar resistències.
3. Fan front a nocions de “neutralitat de gènere” de moltes polítiques i programes, augmentant la consciència dins les unitats governamentals de la importància dels PEG, tot i les resistències i el baix nivell de sensibilitat d'alguns departaments i part del funcionariat.
4. Augmenten l'eficiència econòmica, evitant “falses economies”.
5. Impulsen el bon govern, entès com el procés d'increment d'oportunitats per a l'abastiment de bens i serveis a la població de manera justa, eficaç i responsable, per al que és condició necessària la transparència, la responsabilitat i la participació, així com l'aplicació dels compromisos internacionals.[3]

## Transversalitat de gènere
Un dels programes desenvolupats en el pressupost de gènere és la transversalitat de gènere, també coneguda com “mainstreaming” de gènere o enfocament integrat de gènere
que consisteix en la incorporació d'igualtats i oportunitats entre homes i dones a les polítiques públiques, així com la seva posterior avaluació de resultats i impactes produïts per aquestes. Es defineix transversalitat de gènere com la (re)organització, millora, desenvolupament i avaluació dels processos polítics per a incorporar, per part dels actors involucrats normalment en aquests processos, una perspectiva d'igualtat de gènere en tots els nivells i fases de totes les polítiques.”.